# ماوند بایو (میسیسیپی)
ماوند بایو (به انگلیسی: Mound Bayou) شهری در ایالت میسیسیپی کشور ایالات متحده آمریکا است که جمعیت آن در سرشماری سال ۲۰۱۰ میلادی، ۱٬۵۳۳
نفر بوده‌است.